# Hypostomus commersoni
Hypostomus commersoni är en fiskart som beskrevs av Valenciennes, 1836. Hypostomus commersoni ingår i släktet Hypostomus och familjen Loricariidae. Inga underarter finns listade i Catalogue of Life.